# Ионер, Ханс
Ханс Ионер (нем. Hans Johner; 7 января 1889, Базель — 2 декабря 1975, Тальвиль) — швейцарский шахматист и скрипач, наряду со своим братом Паулем сильнейший национальный мастер первой половины XX века.
Вырос в Берне и Франкфурте-на-Майне, в семье с девятью детьми. С детства играл в шахматы с братом. Получил музыкальное образование как скрипач и альтист и более сорока лет играл в Оркестре Тонхалле, в течение ряда лет был концертмейстером оркестра. 52 года преподавал в Цюрихской консерватории.
Первый крупный международный шахматный успех — победа в «главном» турнире конгресса в Гамбурге (1910), давшая Ионеру звание мастера. Международный мастер (1950), проблемист. 12-кратный чемпион Швейцарии (1908—1950); стал бронзовым призёром национального первенства в возрасте 70 лет. Лучшие результаты в международных соревнованиях: Ле-Понте (1930) — 1-е; Берн (1932) — 7-8-е; Цюрих (1934) — 9-е места. В составе команды Швейцарии участник олимпиад 1927, 1931 и 1956.
Автор около 300 задач. С 1914 по 1971 гг. шахматный обозреватель газеты Neue Zürcher Zeitung.